# Vodacom Cup 2004
La Vodacom Cup de 2004 fue la séptima edición del torneo para selecciones provinciales de Sudáfrica.
El torneo se disputó en el primer semestre en paralelo al Súper Rugby, mientras que la Currie Cup se disputó en el segundo semestre.
El campeón fue el equipo de Golden Lions quienes obtuvieron su cuarto campeonato.
En la segunda división (Vodacom Shield). Boland Cavaliers obtuvo su primer campeonato.

## Clasificación

### Vodacom Cup
| Pos. | Equipo              | Encuentros | Encuentros | Encuentros | Encuentros | Tantos | Tantos | Tantos | PB | PB | Puntos |
| Pos. | Equipo              | PJ         | PG         | PE         | PP         | F      | C      | Dif    | BO | BD | Puntos |
| ---- | ------------------- | ---------- | ---------- | ---------- | ---------- | ------ | ------ | ------ | -- | -- | ------ |
| 1.º  | Golden Lions        | 6          | 6          | 0          | 0          | 267    | 145    | +122   | 5  | 0  | 29     |
| 2.º  | Free State Cheetahs | 6          | 5          | 0          | 1          | 249    | 162    | +87    | 3  | 0  | 23     |
| 3.º  | Blue Bulls          | 6          | 4          | 0          | 2          | 231    | 186    | +45    | 5  | 1  | 22     |
| 4.º  | Falcons             | 6          | 3          | 0          | 3          | 206    | 232    | -26    | 4  | 1  | 17     |
| 5.º  | Natal               | 6          | 1          | 0          | 5          | 145    | 179    | -34    | 2  | 2  | 8      |
| 6.º  | Border Bulldogs     | 6          | 1          | 0          | 5          | 135    | 224    | -89    | 1  | 2  | 7      |
| 7.º  | Leopards            | 6          | 1          | 0          | 5          | 146    | 251    | -105   | 1  | 1  | 6      |

|  | Semifinalista. |

### Semifinales
| 7 de mayo | Free State Cheetahs | 20 - 23 | Blue Bulls | Vodacom Park, Bloemfontein |  |

| 7 de mayo | Golden Lions | 47 - 17 | Falcons | RAU Stadium, Johannesburgo |  |

### Final
| 13 de mayo | Golden Lions | 35 - 16 | Blue Bulls | Ellis Park Stadium, Johannesburgo |  |

| Bandera de Sudáfrica |
| Campeón Golden Lions |
| Cuarto título        |

### Vodacom Shield
| Pos. | Equipo           | Encuentros | Encuentros | Encuentros | Encuentros | Tantos | Tantos | Tantos | PB | PB | Puntos |
| Pos. | Equipo           | PJ         | PG         | PE         | PP         | F      | C      | Dif    | BO | BD | Puntos |
| ---- | ---------------- | ---------- | ---------- | ---------- | ---------- | ------ | ------ | ------ | -- | -- | ------ |
| 1.º  | Boland Cavaliers | 6          | 4          | 0          | 2          | 156    | 100    | +56    | 3  | 1  | 20     |
| 2.º  | SWD Eagles       | 6          | 4          | 0          | 2          | 164    | 151    | +13    | 4  | 0  | 20     |
| 3.º  | Pumas            | 6          | 3          | 0          | 3          | 183    | 133    | +50    | 3  | 2  | 17     |
| 4.º  | Western Province | 6          | 3          | 0          | 3          | 169    | 185    | -16    | 3  | 2  | 17     |
| 5.º  | Griquas          | 6          | 3          | 0          | 3          | 152    | 130    | +22    | 2  | 2  | 16     |
| 6.º  | Mighty Elephants | 6          | 2          | 0          | 4          | 165    | 203    | -38    | 3  | 1  | 12     |
| 7.º  | Griffons         | 6          | 2          | 0          | 4          | 153    | 240    | -87    | 3  | 1  | 12     |

|  | Semifinalista. |

### Semifinales
| 7 de mayo | Boland Cavaliers | 26 - 5 | Western Province | Boland Stadium, Wellington |  |

| 8 de mayo | SWD Eagles | 31 - 21 | Pumas | Outeniqua Park, George |  |

### Final
| 13 de mayo | Boland Cavaliers | 19 - 12 | SWD Eagles | Boland Stadium, Wellington |  |

| Bandera de Sudáfrica     |
| Campeón Boland Cavaliers |
| Primer título            |